# Quiriego
Quiriego es una pequeña población y la cabecera del  Municipio de Quiriego, situada en el sureste del estado mexicano de Sonora. Su localización es en Sonora.

## Toponimia
El nombre de Quiriego parece provenir de palabras latinas de la liturgia de la misa "kirie" señor y "ego" yo.

## Geografía
Se localiza en la zona sur del estado de Sonora en la transición entre la Sierra Madre Occidental y la Llanura Costera del Pacífico, tiene una extensión territorial de 2,705.72 kilómetros cuadrados que representan el 1.46% de la extensión total de Sonora a una altitud de 822 metros del nivel del mar. 
Quiriego está situado al noreste de Ciudad Obregón y está conectado por laCarretera federal 15 y en el pueblo de Fundición se toma la desviación al noreste en la carretera estatal 190 y 47 km de distancia.

## Población
El Pueblo de Quiriego tiene una población de 943 habitantes, 500 hombres y 443 mujeres. La etnia que mas se identifica con el municipio son los Guarijíos. Según el censo del INEGI 2010, había 3,356 habitantes. El territorio del municipio estuvo ocupado desde tiempos prehispánicos por los indios mayos y yaquis. 

## Historia
En esta región se encuentran las ruinas del antiguo Real de Minas y Villa de Baroyeca, uno de los asentamientos más importantes de Sonora durante el período colonial llegando a ser residencia del alcalde mayor de Ostimuri y posteriormente cabecera de ese partido del Estado de Occidente y el comienzo de la era posterior a la independencia.
Todavía se pueden ver las ruinas de las antiguas misiones de Batacosa y Tepahui, fundadas en el siglo XVIII. Baroyeca, Batacosa y Tepahui tuvieron categorías de municipios hasta diciembre de 1903, en que fueron suprimidos y agregados a Quiriego, y actualmente son de las localidades principales del municipio junto con Quiriego,   donde los monumentos históricos son la Iglesia de la comisaría de Batacosa, la Iglesia de Quiriego y las ruinas de Baroyeca. 
El asiento municipal, Quiriego, fue originalmente un rancho perteneciente a Francisco Javier Valenzuela en los últimos años del siglo  XVIII . Quiriego se convirtió en un municipio en 1932.

## Actividades económicas
La agricultura y la ganadería son las principales actividades económicas. Los principales cultivos son la sandía, el sorgo, el maíz y las gramíneas para la cría de ganado. Hubo 34 096 cabezas de ganado en el año 2000 Gobierno de Sonora.

## Clima
El clima en Quiriego es semiseco cálido de tipo BS(h)hw(e) con una temperatura media máxima mensual de 34.4 °C y una media mínima mensual de 13.0 °C; la temperatura media anual es de 23.7 °C. el régimen de lluvias se presenta en verano en los meses de julio, agosto y septiembre con una precipitación media anual de 664.7 milímetros. El período de heladas se presenta en invierno en los meses de enero y febrero. 
| Parámetros climáticos promedio de Quiriego, Sonora (1951-2010)                  | Parámetros climáticos promedio de Quiriego, Sonora (1951-2010) | Parámetros climáticos promedio de Quiriego, Sonora (1951-2010) | Parámetros climáticos promedio de Quiriego, Sonora (1951-2010) | Parámetros climáticos promedio de Quiriego, Sonora (1951-2010) | Parámetros climáticos promedio de Quiriego, Sonora (1951-2010) | Parámetros climáticos promedio de Quiriego, Sonora (1951-2010) | Parámetros climáticos promedio de Quiriego, Sonora (1951-2010) | Parámetros climáticos promedio de Quiriego, Sonora (1951-2010) | Parámetros climáticos promedio de Quiriego, Sonora (1951-2010) | Parámetros climáticos promedio de Quiriego, Sonora (1951-2010) | Parámetros climáticos promedio de Quiriego, Sonora (1951-2010) | Parámetros climáticos promedio de Quiriego, Sonora (1951-2010) | Parámetros climáticos promedio de Quiriego, Sonora (1951-2010) |
| Mes                                                                             | Ene.                                                           | Feb.                                                           | Mar.                                                           | Abr.                                                           | May.                                                           | Jun.                                                           | Jul.                                                           | Ago.                                                           | Sep.                                                           | Oct.                                                           | Nov.                                                           | Dic.                                                           | Anual                                                          |
| ------------------------------------------------------------------------------- | -------------------------------------------------------------- | -------------------------------------------------------------- | -------------------------------------------------------------- | -------------------------------------------------------------- | -------------------------------------------------------------- | -------------------------------------------------------------- | -------------------------------------------------------------- | -------------------------------------------------------------- | -------------------------------------------------------------- | -------------------------------------------------------------- | -------------------------------------------------------------- | -------------------------------------------------------------- | -------------------------------------------------------------- |
| Temp. máx. abs. (°C)                                                            | 38.5                                                           | 41.0                                                           | 49.5                                                           | 46.5                                                           | 48.0                                                           | 49.5                                                           | 48.5                                                           | 47.0                                                           | 45.5                                                           | 44.0                                                           | 42.0                                                           | 38.0                                                           | 49.5                                                           |
| Temp. máx. media (°C)                                                           | 27.2                                                           | 29.3                                                           | 32.0                                                           | 35.8                                                           | 38.9                                                           | 41.5                                                           | 38.8                                                           | 37.1                                                           | 37.3                                                           | 35.7                                                           | 31.4                                                           | 27.5                                                           | 34.4                                                           |
| Temp. media (°C)                                                                | 16.1                                                           | 17.5                                                           | 19.7                                                           | 22.8                                                           | 26.3                                                           | 30.6                                                           | 30.8                                                           | 29.6                                                           | 29.2                                                           | 25.6                                                           | 20.0                                                           | 16.4                                                           | 23.7                                                           |
| Temp. mín. media (°C)                                                           | 5.0                                                            | 5.7                                                            | 7.3                                                            | 9.9                                                            | 13.6                                                           | 19.7                                                           | 22.8                                                           | 22.1                                                           | 21.0                                                           | 15.4                                                           | 8.7                                                            | 5.3                                                            | 13.0                                                           |
| Temp. mín. abs. (°C)                                                            | -6.5                                                           | -5.0                                                           | -7.0                                                           | 1.0                                                            | 3.0                                                            | 0.0                                                            | 13.0                                                           | 14.0                                                           | 10.0                                                           | 4.0                                                            | -3.5                                                           | -9.0                                                           | -9.0                                                           |
| Precipitación total (mm)                                                        | 31.1                                                           | 17.1                                                           | 8.4                                                            | 4.6                                                            | 3.3                                                            | 26.5                                                           | 178.8                                                          | 193.0                                                          | 105.8                                                          | 46.4                                                           | 14.5                                                           | 35.2                                                           | 664.7                                                          |
| Días de precipitaciones (≥ 0.1 mm)                                              | 2.2                                                            | 1.5                                                            | 0.9                                                            | 0.5                                                            | 0.3                                                            | 2.2                                                            | 11.2                                                           | 10.4                                                           | 6.0                                                            | 2.5                                                            | 1.5                                                            | 2.1                                                            | 41.3                                                           |
| Fuente: Servicio Meteorológico Nacional. Actualizado el 9 de diciembre de 2016. |                                                                |                                                                |                                                                |                                                                |                                                                |                                                                |                                                                |                                                                |                                                                |                                                                |                                                                |                                                                |                                                                |